# Igreja da Ordem Terceira de São Francisco (Salvador)
A Igreja da Ordem Terceira de São Francisco é uma igreja católica da cidade brasileira de Salvador, Bahia.
É um expressivo exemplar da tradição barroca no país, foi tombada pelo Instituto do Patrimônio Histórico e Artístico Nacional (IPHAN) e foi uma das indicadas para a eleição das 7 Maravilhas do Brasil. Sua notoriedade advém principalmente da sua fachada ricamente decorada em altos-relevos, um caso raro no Brasil, com similar apenas na Igreja de Nossa Senhora da Guia em Lucena na Paraíba, que também possui fachada em rocha sedimentar (calcário). Seu interior foi reformado no século XIX, substuindo-se a decoração original barroca por altares neoclássicos, considerados a obra magna do mestre José de Cerqueira Torres. A igreja faz parte de um dos principais conjuntos monumentais de Salvador, que inclui a Igreja e o Convento de São Francisco, que lhe ficam anexos.

## História
A fundação da igreja se deve à Ordem Terceira de São Francisco, que iniciou suas atividades na Bahia em 1635. Em 1644 a Ordem ergueu sua primeira igreja, que foi substituída pela presente construção. A autoria do projeto é atribuída ao mestre Gabriel Ribeiro, também o construtor do edifício. A pedra fundamental foi lançada em 1º de janeiro de 1702 e as obras correram com grande rapidez, sendo concluída a estrutura em 22 de junho de 1703. Porém, a fachada só foi finalizada em 1705.
No início do século XIX decidiu-se renovar o interior. Os altares primitivos foram substituídos entre 1827 e 1828 com a talha de José de Cerqueira Torres, e a douração foi contratada em 1830 com Franco Velasco. Em 1833 a Ordem encomendou a Cerqueira Torres a confecção de castiçais, cruzes, ramalhetes e jarras para os altares, num total de 77 peças. Em 1834 José Rodrigues Nunes foi incumbido da pintura e douramento de 54 castiçais, 4 tocheiros, 7 cruzes e 16 jarras, da realização de 4 quadros grandes para as paredes, seis pequenos para os nichos dos altares, e da pintura em imitação de tela de ouro do fundo da capela-mor. Ao mesmo tempo, Cerqueira Torres foi novamente contratado para a realização de painéis e frontões entalhados para os altares. A igreja foi reconsagrada e reaberta em 4 de julho de 1835.
Na mesma época das reformas, a fachada foi toda recoberta de argamassa, considerada fora de moda, sendo esquecida sua decoração original por mais de um século. Em 1932, por acidente, foi redescoberta, quando um eletricista estava fazendo a instalação de luzes. Durante o trabalho, deu marteladas na fachada, fazendo cair parte do reboco. Em 1939 o IPHAN encaminhou o seu tombamento.

## Estrutura
A igreja é precedida de um pequeno adro com cerca de ferro e pilares em alvenaria, ladeando um grande portal de pedra decorado com relevos e um frontão impositivo. A fachada, ricamente ornamentada com relevos, é um caso único no Brasil, remetendo, segundo o IPHAN, às decorações platerescas que tiveram uma voga na Espanha e suas colônias americanas. Ela tem apenas um similar, muito menos rico, na Igreja de Nossa Senhora da Guia, na Paraíba. Porém, a definição do estilo da fachada tem dado margem a controvérsias. O estilo plateresco é uma das ramificações do Maneirismo espanhol, mas alguns autores pensam que se trate de um exemplar tipicamente barroco, e outros a consideram alinhada à corrente churrigueresca.
Sua planta é um exemplo da transição entre a tradição franciscana do século XVII e o das matrizes setecentistas inspiradas na tradição jesuítica. No caso desta igreja, a forte declividade nos fundos do terreno exigiu uma solução nova, instalando a Sala da Mesa (consistório) sobre a sacristia, e esta sobre um ossário. A sacristia liga-se à nave por galerias guarnecidas com três arcadas de cantaria. Possivelmente elas eram abertas para o exterior na época de sua inauguração. Atualmente as arcadas no lado direito da capela‐mor se comunicam com o externo através do claustro, e as do outro lado se abrem para um bloco levantado a partir de 1770, usado como dependências de apoio, construído em virtude da crescente importância e prestígio da Ordem no século XVIII.

### Fachada

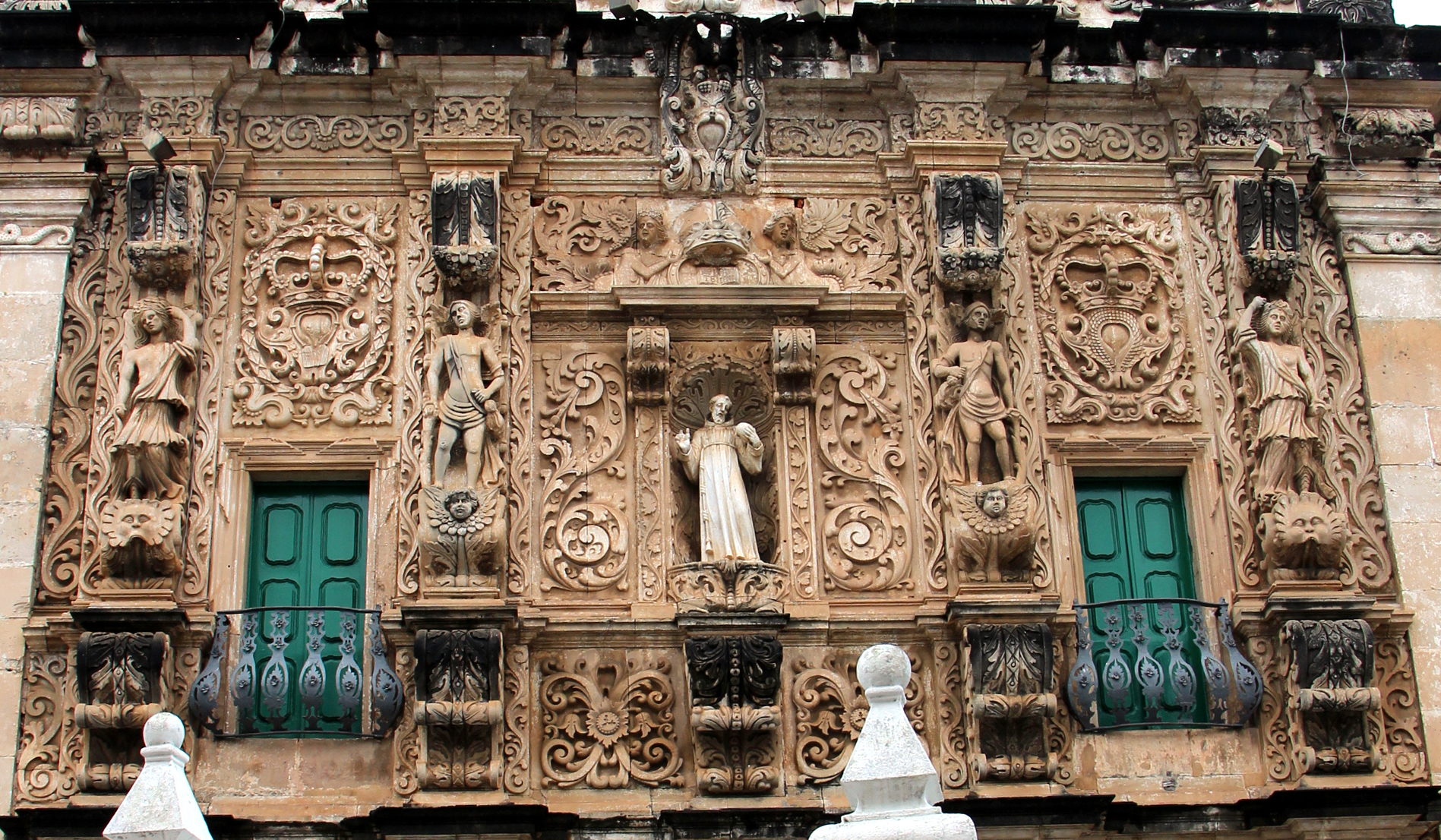
Detalhe do nível intermediário da fachada.

Pelo seu ineditismo no cenário arquitetônico brasileiro e pela sua e riqueza plástica e iconográfica, a fachada já foi objeto de atenção de vários historiadores. O nível térreo é vazado por três portas em arco redondo, sendo a central mais larga e alta. São fechadas por portas com almofadões em relevo. Sobre as duas laterais se abrem óculos elípticos. As pilastras assumem uma forma de quartelões (pilastras misuladas), com capitéis que ostentam mascarões e são coroados por volutas jônicas. Na aduela do portal do centro há um pequeno medalhão onde consta a data da construção e a inscrição SPPM, que significa "Ao seráfico Pai esta igreja foi construída merecidamente". Acima deste elemento, os torsos de duas sereias ladeiam uma coroa de espinhos com o monograma IHS, significando "Jesus Salvador dos Homens".

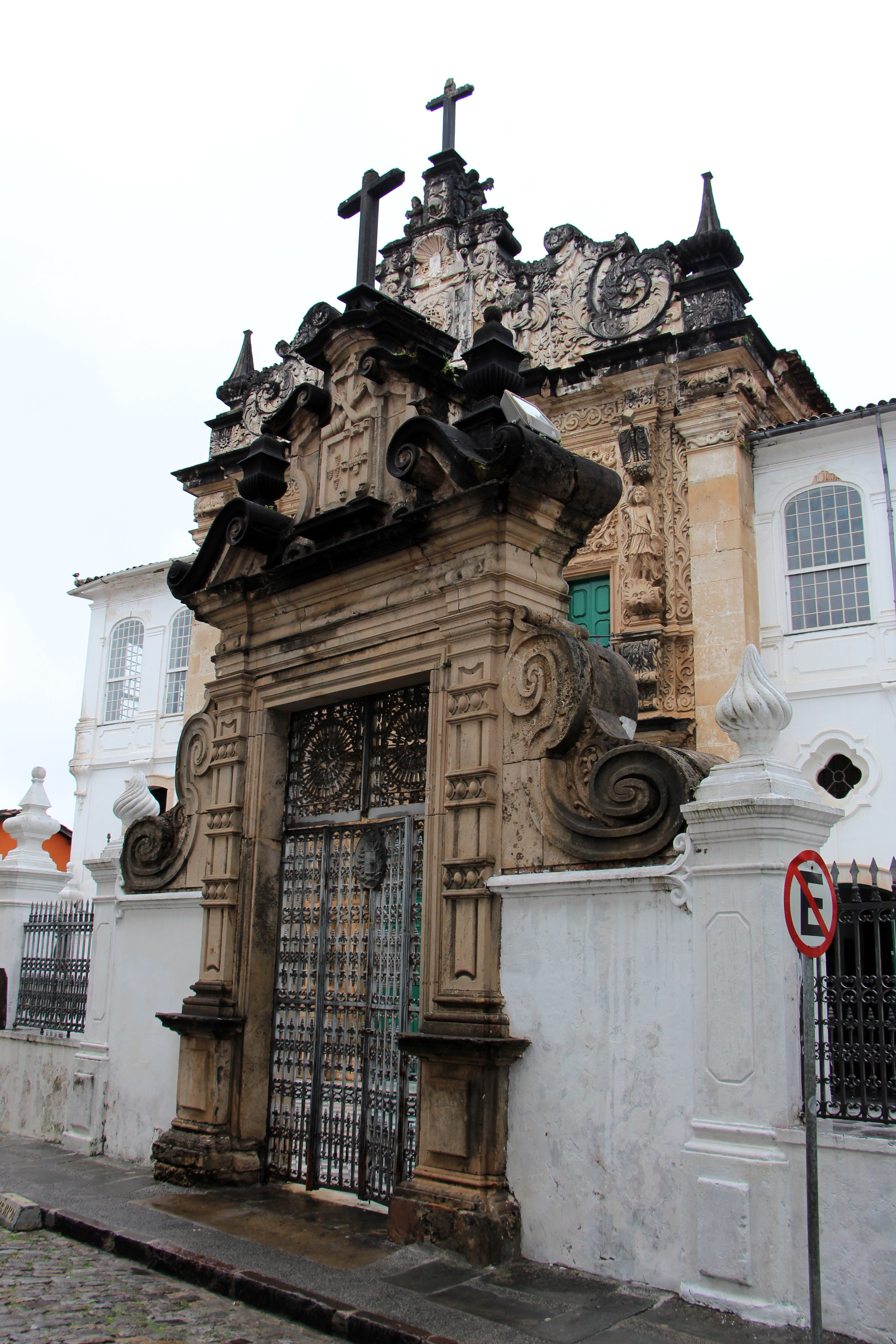
O portal diante do adro

Este plano é separado do imediatamente superior por uma larga cornija decorada com relevos. Este bloco é muito mais ricamente ornamentado. Os quartelões se sustentam por volumosas mísulas, e seguem para cima com ornamentações em alto-relevo, mostrando na base carrancas (quartelões externos) e querubins (quartelões internos), sustentando atlantes, e terminam com novas mísulas fazendo as vezes de capitéis. As superfícies entre os quartelões são densamente ornamentadas com um intrincado padrão de motivos curvilíneos fitomórficos rodeando grandes coroas reais.  Nas laterais se abrem duas portas de feitio retangular, diante das quais há sacadas de ferro trabalhado. Ao centro, num nicho está instalada uma estátua de São Francisco. Acima dele duas sereias sustentam uma coroa real, sobre a qual há uma grande carranca de feições felinas, e acima dela se posta uma águia, de cujo bico pende uma fita com a inscrição Per penitentiam coelo apropinquamus (pela penitência nos aproximamos do céu). Seguindo Percival Tirapeli, os dois atlantes que ladeiam o nicho têm características de divindades pagãs, e poderiam ser divindades fluviais, uma alegoria dos rios pelos quais as riquezas da província eram transportadas. Suas cabeças são adornadas com projeções que lembram asas, e poderiam simbolozar também Hermes, o deus dos comerciantes, uma vez que os comerciantes da capital baiana foram os principais financiadores da construção.
Uma outra cornija saliente separa o bloco recém descrito do frontão, também densamente lavrado, com um escudo do Reino de Portugal ao centro, ladeado de anjos em alto relevo e duas grandes volutas nas extremidades, sobre as quais se erguem pináculos. Ao centro, uma cruz arremata o conjunto. Disse Tirapeli que se trata de "obra singular da arte colonial nos trópicos, surgida da mescla de interesses e vontades de comerciantes mecenas e a criatividade e técnica de artistas locais, a fachada da Ordem Terceira de São Francisco da Penitência merece sem dúvida a atenção tanto de estudiosos quanto de apreciadores da beleza".

### Interiores

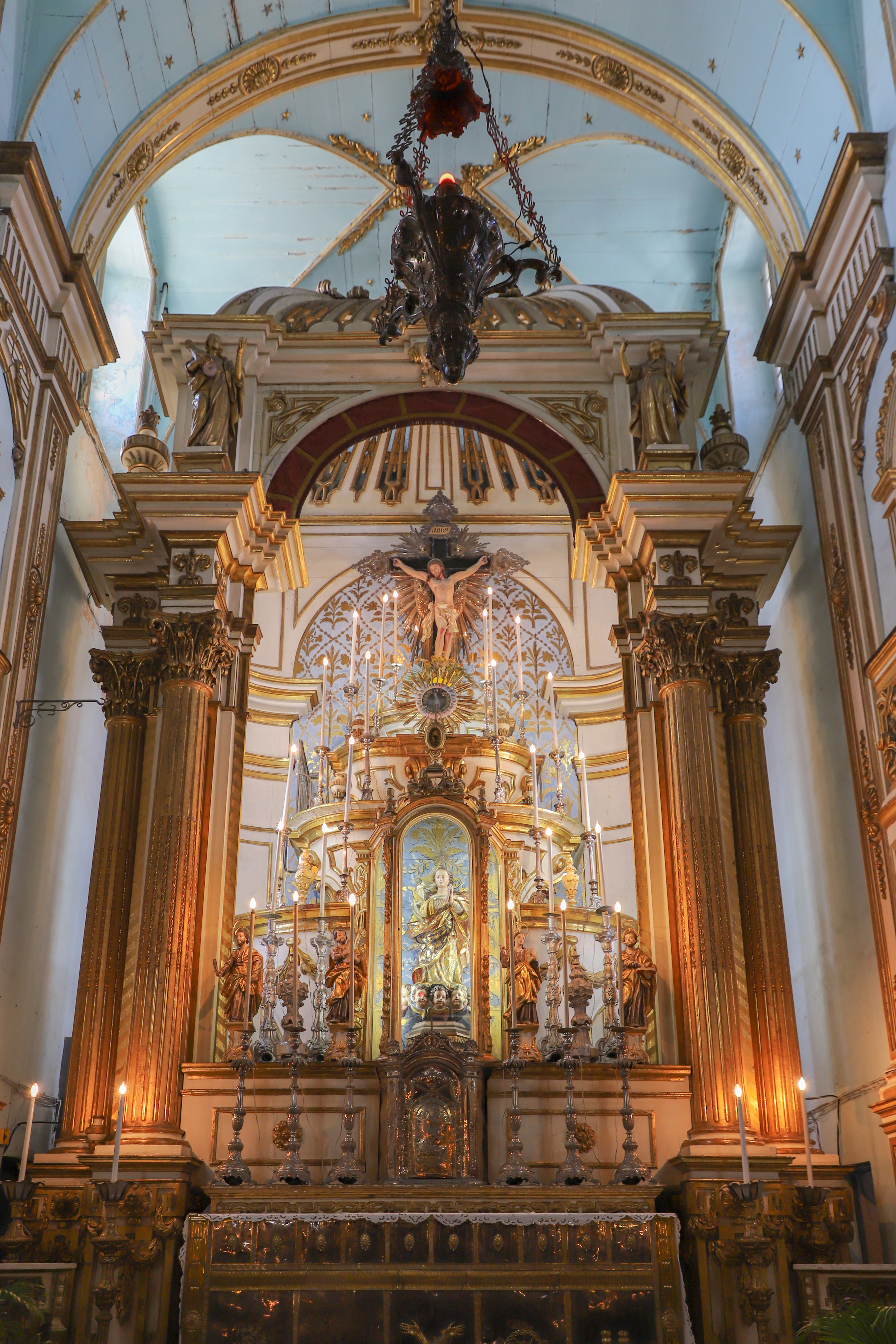
O altar-mor

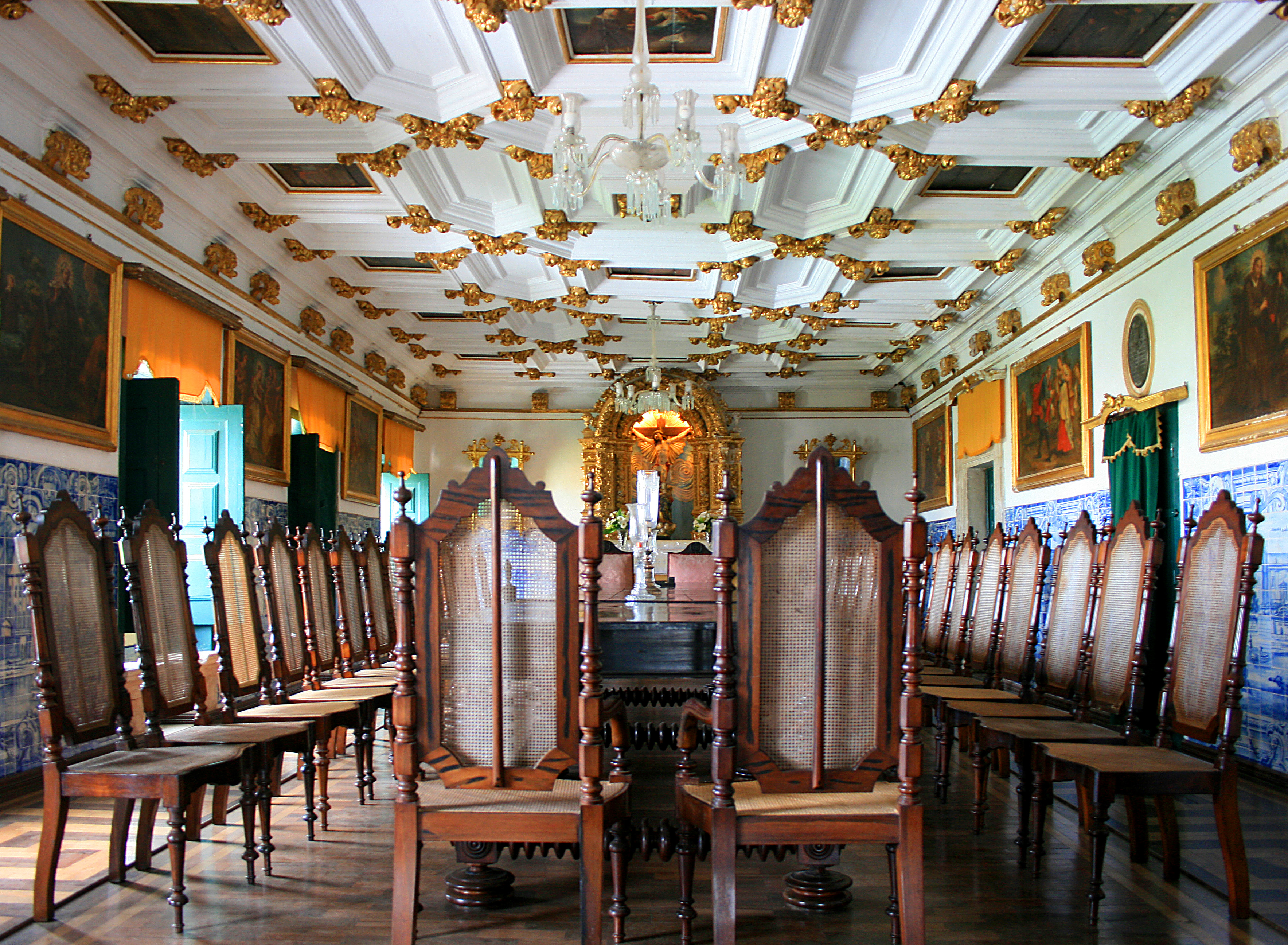
A Sala da Mesa

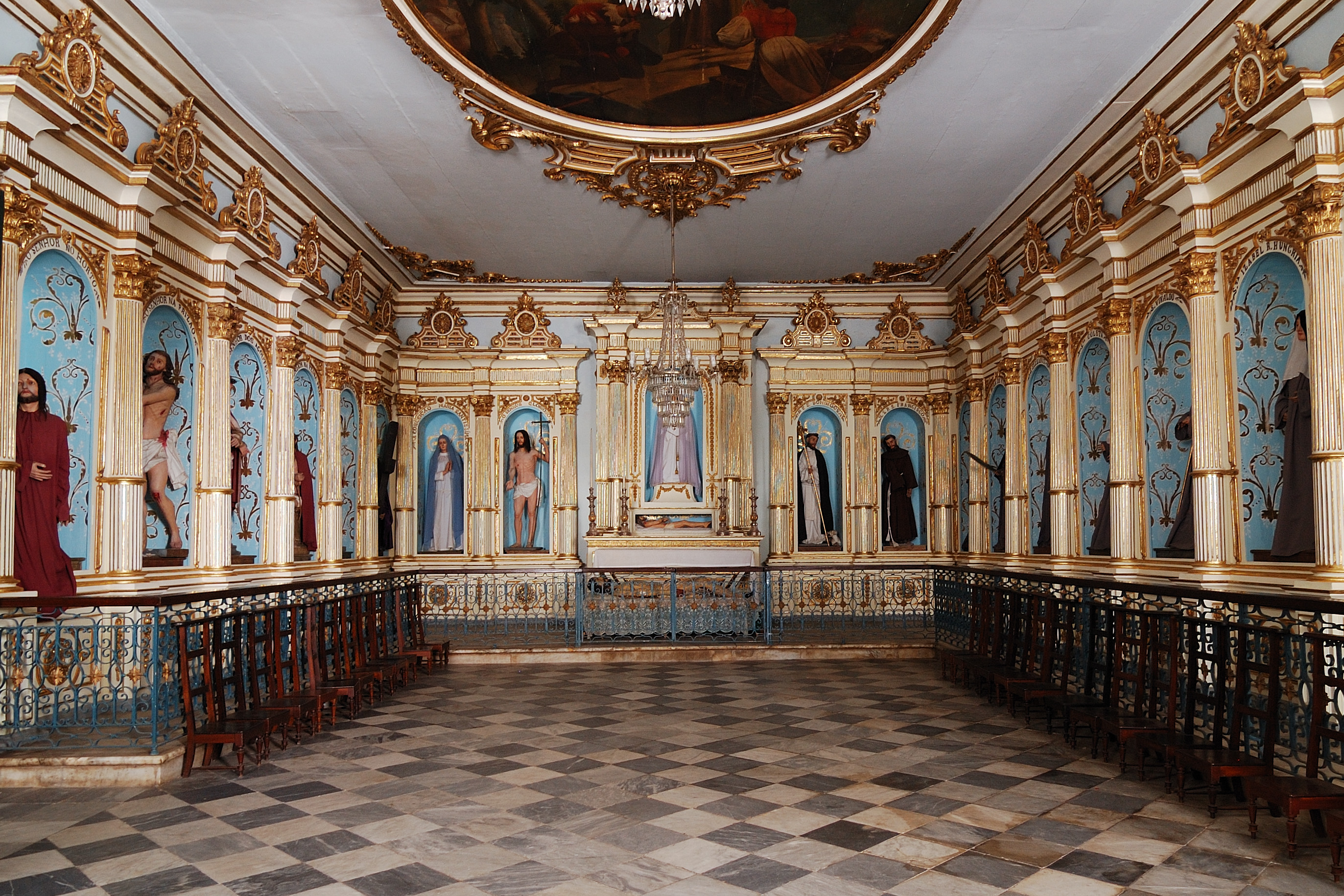
A Casa dos Santos

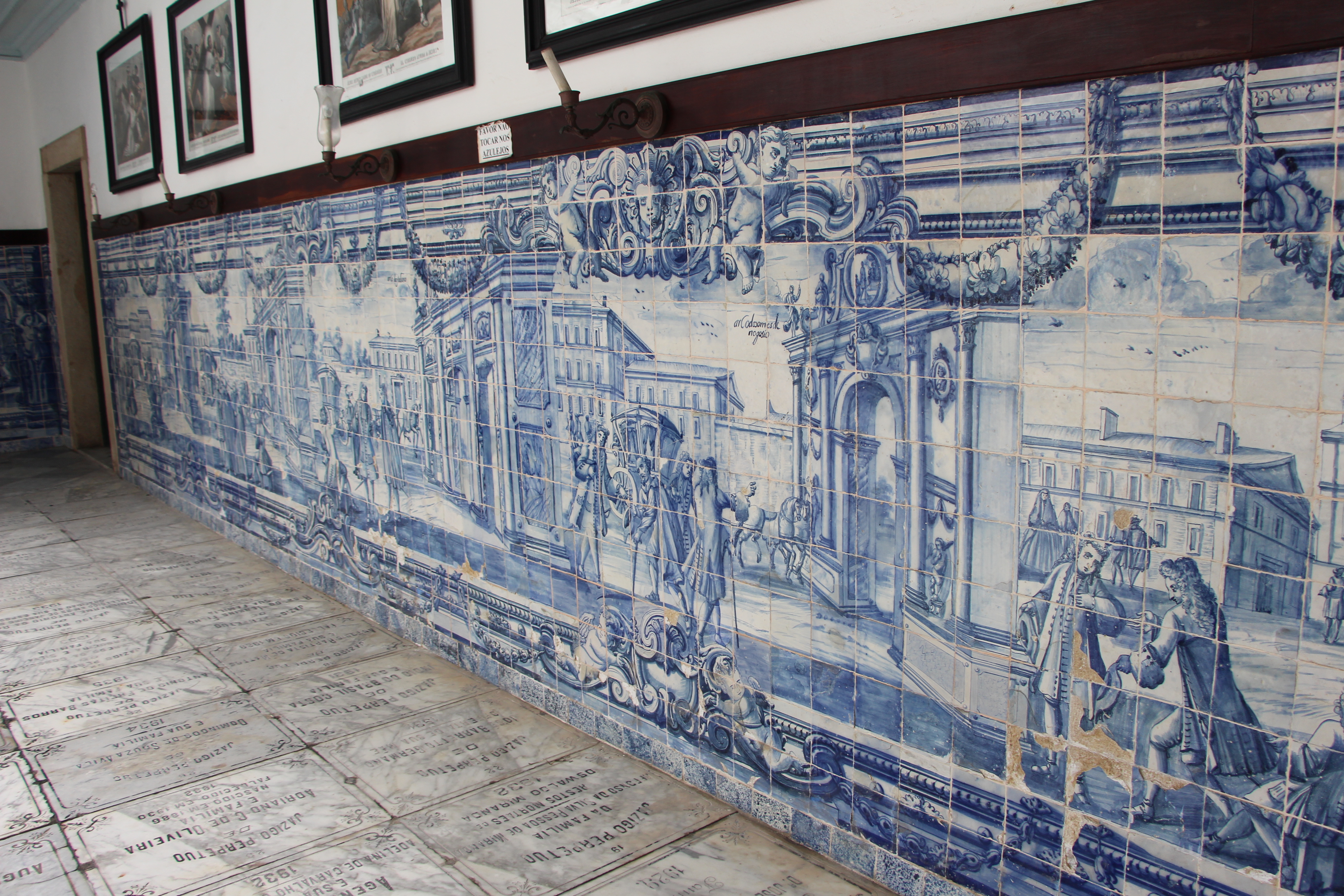
Detalhe da azulejaria no claustro

A decoração interna primitiva, em estilo Barroco, foi substituída em sua maior parte entre 1827 e 1828 por seis altares laterais e uma capela-mor em estilo Neoclássico com talha dourada, que constituem o principal trabalho do mestre entalhador José de Cerqueira Torres, ainda em excelente estado de conservação. A ele também cabem a talha das tribunas, do arco do cruzeiro, da caixa do órgão, dos púlpitos, da grade do coro e os caixotões do teto da nave.
No piso superior tribunas com sacadas de ferro trabalhado e cobertas por pequenos dosséis se abrem para a nave, e dois púlpitos se colocam entre os altares. O teto da nave, elaborado em 1831, é decorado com pinturas atribuídas a Franco Velasco, inseridas nos caixotões. A capela-mor separa-se da nave por um grande arco decorado com relevos. No centro há um medalhão com os emblemas da Ordem Franciscana e uma cruz. O altar-mor tem uma forma de baldaquino, com um trono escalonado no interior, onde se encontra uma imagem de Jesus crucificado. De acordo com Luiz Alberto Ribeiro Freire,
"Na obra da igreja dos terceiros franciscanos de Salvador, o entalhador José de Cerqueira Torres inaugurou um novo tipo de retábulo, que identificamos como 'baldaquino arrematado por cúpula de barrete de clérigo'. Nele não só o arremate era novo, diferente, como os capitéis coríntios das colunas, fugindo da regra baiana de uso dos capitéis compósitos. Esse baldaquino contém seis colunas de fustes retos e canelados inteiramente douradas. Nas impostas frontais exibe duas esculturas, uma em cada lado, representando a Fortaleza no lado esquerdo e a Temperança no lado direito do observador, virtudes importantes para os terceiros franciscanos. As impostas traseiras são arrematadas por um vaso em cada lado.
"Os retábulos laterais concebidos para a nave dessa igreja também inovam no tipo. O artista concebeu peças parietais arrematadas por uma tabela, com tímpano e urna flamejante. O tipo difere do retábulo-mor repetindo desse as colunas coríntias inteiramente douradas e o modelo dos pilares. As urnas flamejantes com festões, último arremate desses retábulos só aparecem aí. Do mesmo modo, o motivo decorativo que acentua o centro do tímpano constituído de folhagens que remetem ao formato de uma lira é único e restrito a esse ambiente. A solução dadas às palmetas das impostas dianteiras inferiores e superiores fazem parte do vocabulário da oficina de Torres e não aparecem nas ornamentações das outras igrejas.[…]
"Os púlpitos são também de fatura única com um tambor de lado encurvados e, contrariando a norma baiana, dispensou os elementos vazados, os arremates deles se diferenciam no formato e pela inclusão de símbolos entalhados, o do lado da epístola, aparece duas tábuas dos mandamentos da Lei de Deus, cada uma numerada com o VII e VIII mandamentos, dispostas em diagonal, uma trombeta disposta em diagonal contrária à das tábuas; uma coroa de folhas cinge as tábuas e palmas caem para os lados, com uma cruz latina ao centro arremata todo conjunto. As tábuas aludem aos mandamentos propagados no púlpito; a trombeta, o anúncio do Juízo Final, as palmas refere-se à vitória, ascensão, renascimento e imortalidade para os que seguem a palavra de Deus, e a cruz identifica a fé em Jesus Cristo Salvador.[…]
"O programa ornamental da igreja dos terceiros franciscanos de Salvador, é sem dúvida uma das obras primorosas da talha baiana e brasileira e das mais Clássicas no sentido da depuração, limpeza, sobriedade, emprego de ornatos da arquitetura Clássica e uma policromia que elimina em grande parte a policromia variada e sedutora do Barroco. O fiel passou a ter nesse novo ambiente pausa para a meditação e contemplação, pausa para a contrição e o exercício da razão".
Preserva-se da decoração barroca original dois medalhões nas paredes laterais da nave, com expressivas molduras douradas e policromadas, e uma grande série de azulejos pintados distribuídos por vários espaços do complexo, como as galerias, corredores e claustro, vindos de Portugal e importantes por retratarem Lisboa antes do terremoto de 1755 e cenas do cortejo do infante Dom José e Dona Maria Ana de Bourbon em seu casamento em 1729.
Dos espaços decorados, destaca-se a Sala da Mesa, uma das mais significativas em seu gênero em todo o Brasil. Outro espaço, a Casa dos Santos, preserva um importante conjunto de santos de roca e de vestir, instalados em uma série de capelas neoclássicas que circundam o aposento.